# Mormopterus phrudus
Mormopterus phrudus es una especie de murciélago de la familia Molossidae.

## Distribución geográfica
La especie es endémica de Perú, sólo se conoce en Cuzco.